# Kanialec ogorzały
Kanialec ogorzały (Hamirostra melanosternon) – gatunek dużego ptaka drapieżnego z rodziny jastrzębiowatych (Accipitridae). Występuje w Australii i jest endemitem. Preferuje obszary trawiaste lub niezbyt gęste lasy. Żywi się głównie królikami, jaszczurkami oraz innymi ptakami. Jada również padlinę.

## Taksonomia
Gatunek po raz pierwszy opisał w 1841 roku  angielski przyrodnik John Gould, nadając mu nazwę Buteo melanosternon. Holotyp pochodził ze środkowej części Nowej Południowej Walii. Obecnie (2020) kanialec ogorzały umieszczany jest w rodzaju Hamirostra, którego jest jedynym przedstawicielem. Nie wyróżnia się podgatunków.

### Etymologia
- Hamirostra: łac. hamus „hak”; rostrum „dziób”[11].
- Gypoictinia (Gypsictinia): zbitka wyrazowa nazw rodzajów: Gyps de Savigny, 1809 (sęp) i Ictinia Vieillot, 1816 (kanialuk)[12].
- melanosternon: gr. μελας melas, μελανος melanos „czarny”; στερνον sternon „pierś” (por. μελανστερνος melansternos „czarnopierśny”)[13].
- montana: łac. montanus „z gór, górski, góral”, od mons, montis „góra”[14].

## Zasięg występowania
Zamieszkuje Australię, nie występuje bądź jest bardzo rzadki jedynie w jej wschodniej i południowej części. Prawdopodobnie w większości jest to ptak osiadły, lokalnie migruje.

## Morfologia
Długość ciała 51–61 cm; masa ciała 1150–1450 g; rozpiętość skrzydeł 141–156 cm.

## Rozród
Pary gniazdują samotnie, choć zdarza się, że w pobliżu gniazd innych gatunków ptaków szponiastych. Gniazdo to duża platforma zbudowana z patyków, wyłożona zielonymi liśćmi i umieszczona 6–22 m nad ziemią w rozwidleniu żywego lub martwego drzewa. W lęgu zwykle dwa jaja, czasami jedno lub trzy. Okres inkubacji prawdopodobnie wynosi około 40 dni, a od wyklucia do opierzenia upływa około 60 dni. Opierzenia dożywa zwykle tylko jedno młode i jest ono uzależnione od rodziców przez kolejne 2–5 miesięcy.

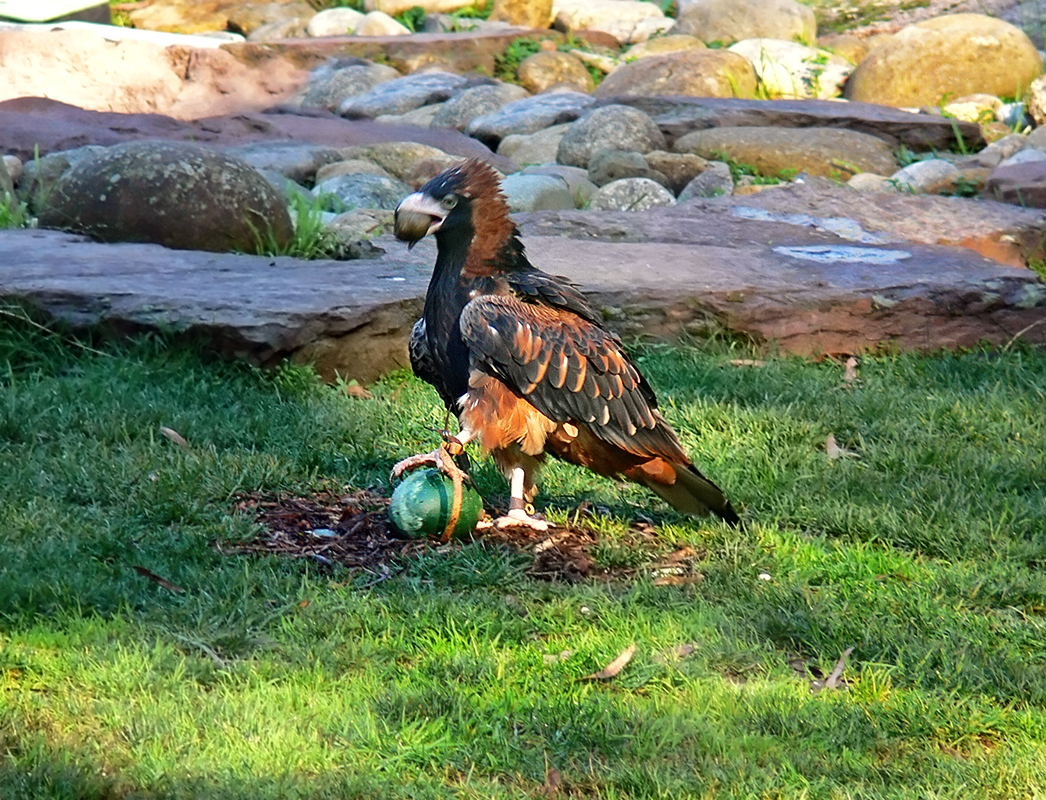
Schwytany osobnik próbuje rozbić jajo emu za pomocą kamienia

## Pożywienie
Żywi się ssakami (szczególnie młodymi królikami), ptakami (zwłaszcza pisklętami i jajami), gadami, padliną, sporadycznie dużymi owadami. Wyjada zawartość dużych jaj, które rozbija kamieniem wyrzuconym z dzioba.

## Status
Międzynarodowa Unia Ochrony Przyrody (IUCN) uznaje kanialca ogorzałego za gatunek najmniejszej troski (LC – Least Concern) nieprzerwanie od 1988 roku. Liczebność światowej populacji, według szacunków, zawiera się w przedziale 670–6700 dorosłych osobników. Trend liczebności populacji uznaje się za spadkowy. Głównym zagrożeniem dla gatunku jest utrata i degradacja siedlisk, lokalnie także zatruwanie padliny i podbieranie jaj.